# 逐星女 (電視劇)
《逐星女》（英語：Stargirl，又譯《星女》）是一部美國劇情類超級英雄網路影集，改編自DC漫畫旗下、由傑夫·強斯和李·莫德（Lee Moder）共同創作的同名漫畫。
2017年8月，DC Universe宣佈開發以逐星女為主角的電視劇。2018年9月，布蕾克·貝辛格確定領銜出演標題角色。2019年2月，製作方陸續公佈美國正義協會和不義協會成員的選角。劇集於2019年3月在美國喬治亞州亞特蘭大開機拍攝。
《逐星女》於2020年5月18日在DC Universe首播，第一季共13集。CW電視網於首播的次日跟進播出。在全劇首播之前，劇中角色首先出現於綠箭宇宙的交叉集《無限地球危機》之中，《逐星女》故事發生於綠箭主宇宙的平行宇宙，編號為2號地球。2020年7月，CW電視網預訂第二季，並宣佈自第二季起成為該電視台原創節目，於2021年8月10日開播。2021年5月，在第二季開播之前，CW電視網預訂第三季。2022年10月，宣佈第三季是最後一季。

## 劇情
高二女生寇特妮·惠特莫爾獲得一件力量強大的反重力武器宇宙之杖（Cosmic Staff），並且發現繼父帕特·杜根曾是美國正義協會成員「星俠」席維斯特·班柏頓的助手。她開始鼓舞年輕英雄，並與他們一道對付反派不義協會。

## 演員與角色
| 演员                   | 演员 | 角色                    | 角色 | 登场季数 | 登场季数 | 登场季数        |
| 譯名                   | 英語 | 譯名                    | 英語 | 1        | 2        | 3               |
| ---------------------- | ---- | ----------------------- | ---- | -------- | -------- | --------------- |
| 布蕾克·貝辛格          |      | 寇特妮·惠特莫爾／逐星女 |      | 主演     | 主演     | 主演            |
| 伊薇特·蒙瑞爾          |      | 尤蘭達·蒙特斯／二代野貓 |      | 主演     | 主演     | 主演            |
| 安傑利卡·華盛頓        |      | 貝絲·查佩／二代午夜神醫 |      | 主演     | 主演     | 主演            |
| 卡梅倫·蓋爾曼          |      | 瑞克·泰勒／二代時俠     |      | 主演     | 主演     | 主演            |
| 特拉·羅馬諾            |      | 麥克·杜根               |      | 主演     | 主演     | 主演            |
| 傑克·奧斯汀·沃克       |      | 小亨利·金               |      | 主演     | 客串     | Does not appear |
| 梅格·德拉西            |      | 辛迪·伯曼／剃刀         |      | 主演     | 主演     | 主演            |
| 尼爾·傑克遜            |      | 喬丹·馬肯特／冰柱       |      | 主演     | 客串     | Does not appear |
| 克里斯托弗·傑姆斯·貝克 |      | 老亨利·金／腦波         |      | 主演     | 客串     | Does not appear |
| 艾咪·史瑪特            |      | 芭芭拉·惠特莫爾·杜根    |      | 主演     | 主演     | 主演            |
| 盧克·威爾遜            |      | 帕特·杜根／星條         |      | 主演     | 主演     | 主演            |
| 亨特·桑塞              |      | 卡梅倫·馬肯特           |      | 主演     | 主演     | 主演            |
| 尼克·塔拉贝            |      | 天蝕                    |      | 聲演     | 主演     | Does not appear |
| 喬爾·麥克哈爾          |      | 席維斯特·班柏頓／星俠   |      | 客串     | 常設     | 主演            |
| 尼爾·霍普金斯          |      | 勞倫斯·克羅克／運動大師 |      | 常設     | 客串     | 主演            |
| 喬伊·奧斯曼斯基        |      | 寶拉·布魯克斯／虎女     |      | 常設     | 客串     | 主演            |

## 集數
| 季數 | 副標題   | 集数 | 集数 | 上線日期      | 上線日期      | 上線日期    |
| 季數 | 副標題   | 集数 | 集数 | 首映          | 季终          | 电视网      |
| ---- | -------- | ---- | ---- | ------------- | ------------- | ----------- |
| 1    | —        | 13   | 13   | 2020年5月18日 | 2020年8月10日 | DC Universe |
| 2    | 暑期課程 | 13   | 13   | 2021年8月10日 | 2021年11月2日 | The CW      |
| 3    | 友敵     | 待定 | 待定 | 2022年8月31日 | 待定          | The CW      |

### 第一季（2020年）
| 1 | 1    |               | 試播集         | 葛倫·溫特       | 傑夫·強斯          | 2020年5月18日 | T56.10101 | 1.224 |
| 十年前，不義協會攻破美國正義協會在藍谷的總部，消滅了正義協會成員。「星俠」席維斯特·班柏頓的助手「星條」帕特·杜根在他臨終前趕到現場，星俠囑託帕特保存好宇宙之杖，為它找到合適的繼承者，重建正義協會。十年之後的當下，帕特與芭芭拉·惠特莫爾結婚之後，決定舉家搬回藍谷。芭芭拉就職於一家名為「美國夢」的公司，帕特開了一家汽車維修店。寇特妮·惠特莫爾當晚發現繼父帕特就是當年星俠的助手星條，並成功喚醒宇宙之杖。宇宙之杖帶著她來到汽車戲院，寇特妮與小亨利·金爭執之時，宇宙之杖爆破了他的汽車。回家之後，寇特妮與帕特決定保守彼此的秘密。小亨利告訴父親「腦波」老亨利·金汽車被炸之後，老亨利出手攻擊正在訓練使用宇宙之杖的寇特妮。危急之時，帕特駕駛星條機甲前來援救。 |      |               |                |                 |                    |               |           |       |
| 2 | 2    |               | 星條           | 格雷格·比曼     | 傑夫·強斯          | 2020年5月25日 | T56.10102 | 1.180 |
| 帕特駕駛星條機甲救回寇特妮之後，告訴她美國正義協會成員「時俠」雷克斯·泰勒在十年前的戰鬥中得以倖存，並一直在全國各地秘密搜尋不義協會成員。當時帕特為提供幫助，創造了星條機甲。時俠到達藍谷之後，他和妻子不幸在一場車禍中喪生。帕特兩年前來到藍谷，偶遇寇特妮的母親芭芭拉。帕特要求寇特妮不要再試圖尋找腦波，但是寇特妮悄悄利用星俠的超級英雄制服為自己縫製了一套新制服。腦波在藍谷高中的家長開放日上認出寇特妮，他威脅寇特妮於午夜之時交出宇宙之杖，否則將會殺死芭芭拉。帕特為保護寇特妮母女，決定獨自面對腦波。在帕特被腦波打敗之際，寇特妮身穿制服前來支援，並自稱為逐星女。寇特妮使用宇宙之杖使腦波陷入昏迷，暫時解決了危機，腦波隨後被送至醫院。回到家後，寇特妮請求帕特做自己的助手。與此同時，「冰柱」喬丹·馬肯特來到隱藏在美國夢公司內的不義協會總部，會見「賭徒」史蒂文·夏普，兩人商議對付星俠的繼任者。 |      |               |                |                 |                    |               |           |       |
| 3 | 3    |               | 冰柱           | 麥可·奈金       | 可琳·麥吉尼斯      | 2020年6月1日  | T56.10103 | 0.959 |
| 八年前，「冰柱」喬丹·馬肯特的妻子因病逝世。喬丹在她臨死前發誓保證他們兒子的安全，並繼續完成「新美國」計劃。當前，寇特妮向帕特表示將從冰柱入手追查不義協會成員，但是帕特擔心她的安全。寇特妮在學校結識了喜歡變魔術的同學乔伊·扎瑞克和藝術生卡梅倫·馬肯特，卡梅倫是喬丹的兒子。她試圖幫助尤蘭達·蒙特斯反抗其他同學的霸凌，但是被尤蘭達拒絕。與此同時，喬丹拜訪乔伊的父親「術士」威廉·扎瑞克，威廉也是不義協會成員。喬丹希望兩人合作設下陷阱，誘捕星俠的繼任者，被威廉拒絕。寇特妮與喬丹打鬥之際，她高中的校車因地面結冰將要從橋上掉入水中，帕特駕駛星條機甲將校車救上來。喬丹設計殺死了乔伊以及威廉。帕特帶寇特妮來到美國正義協會總部，希望寇特妮面對現實，放棄對抗不義協會。寇特妮沒有聽從帕特的勸阻，她悄悄地從協會總部帶走了其他成員留下的物品，以便尋找他們的繼任者。 |      |               |                |                 |                    |               |           |       |
| 4 | 4    |               | 野貓           | 羅布·哈迪       | 詹姆斯·戴爾·羅賓遜 | 2020年6月8日  | T56.10104 | 1.097 |
| 三個月之前，辛迪·伯曼為了打擊競爭對手尤蘭達·蒙特斯，將她傳送給男友亨利的裸照發送到全校學生的手機裡。尤蘭達被信奉天主教的父母懲罰，她轉變為性情孤僻的女生。當前，寇特妮打開了尤蘭達心結，並向她透露自己是超級英雄逐星女，希望招募她成為野貓。兩人潛入醫院查找前來看望腦波的訪客記錄，希望找到不義協會成員。她們看到學校校長安娜雅·博溫進入腦波的病房，但是故意沒有留下記錄。兩人溜出醫院時被同學貝絲·查佩發現。尤蘭達發現父母仍然不願意原諒自己，她決定加入寇特妮組建的美國正義協會，成為二代野貓。與此同時，冰柱會見龍王，說服他加入「新美國」計劃。威廉·扎瑞克的遺孀丹妮絲打算離開藍谷，臨走前警告帕特不要相信藍谷的官員。轉天之後，帕特在廢棄汽車廠發現丹妮絲被砸毀的汽車。 |      |               |                |                 |                    |               |           |       |
| 5 | 5    |               | 時俠與午夜神醫 | 戴維·史蒂芬     | 梅莉莎·卡特        | 2020年6月15日 | T56.10105 | 0.933 |
| 九年前，雷克斯·泰勒將日記郵寄給帕特·杜根之後，帶著妻子溫蒂離開藍谷，將兒子瑞克·泰勒留給溫蒂的兄弟馬特·哈里斯照顧。雷克斯夫婦隨後遭遇車禍身亡。貝絲·查佩來到寇特妮家中，發現並啟用了「午夜神醫」查爾斯·麥克奈德的眼鏡，得知瑞克真正的父親是「時俠」雷克斯·泰勒。寇特妮、尤蘭達和貝絲來到萬聖節派對，寇特妮將雷克斯創造的沙漏交給瑞克，希望他能夠加入她們。沙漏可以給予瑞克的身體每天一個小時的超級力量。瑞克起初對成為二代時俠不感興趣，他用獲得的超級力量破壞了舅舅的汽車，因為舅舅在他成長期間不斷虐待他。在瑞克父母的車禍地點，貝絲告訴瑞克不義協會成員所羅門·格蘭迪是真正殺死他父母的兇手。瑞克為了復仇同意加入第二代美國正義協會。與此同時，為推進「新美國」計劃，安娜雅·博溫聯手史蒂文·夏普攔截並殺死貨車司機，帶走車上的衛星天線。帕特在寇特妮的房間裡發現第一代美國正義協會成員留下的物品。 |      |               |                |                 |                    |               |           |       |
| 6 | 6    |               | 正義協會       | 克里斯托弗·曼利 | 泰勒·史崔茲        | 2020年6月22日 | T56.10106 | 0.921 |
| 為了女兒阿提米絲·克羅克能夠在橄欖球隊佔據首發席位，「運動大師」勞倫斯·克羅克和「虎女」寶拉·布魯克斯夫婦再次謀殺了球隊教練。安娜雅·博溫為了制約他們的行為，聯繫「冰柱」喬丹·馬肯特，馬肯特要求運動大師和虎女協助「賭徒」史蒂文·夏普執行「新美國」計劃。帕特擔心寇特妮和朋友的安危，要求她收回正義協會的裝備。當寇特妮向朋友說明之後，他們不同意交出裝備，此時貝絲通過午夜神醫的眼鏡發現夏普正在對「帝國企業」通信公司進行駭客攻擊。四人打算阻止夏普，他們遭遇運動大師和虎女的反擊。帕特駕駛星條機甲前來支援，此時夏普獲得衛星權限，與運動大師以及虎女一起撤退。帕特將孩子帶回之後，計劃訓練他們。與此同時，冰柱召集安娜雅·博溫、賭徒、運動大師和虎女開會，決定喚醒腦波。 |      |               |                |                 |                    |               |           |       |
| 78 | 78   |               | 剃刀           | 莉亞·湯遜       | 伊凡·鮑爾          | 2020年6月29日 | T56.10107 | 0.987 |
| 78 | 78   | 葛瑞·麥克勞德 | 剃刀           | 寶拉·塞文伯爾   | 2020年7月6日       | T56.10108     | 0.981     |       |
| 帕特準備為四名第二代美國正義協會成員展開培訓，但是寇特妮認為自己已經完全可以對付敵人，破壞了訓練計劃。辛迪·伯曼厭倦了校園生活，希望加入不義協會，再次遭到父親「龍王」伊藤博士的反對。龍王要求辛迪繼續以女友身份監視小亨利·金。亨利開始展示出通靈能力，能夠感知別人的思想。辛迪傲慢的性格使她在學校被人孤立，寇特妮與她在化學實驗課上加深了友誼。芭芭拉接到公司創始人喬丹·馬肯特提供的工作任務，完成一項重要的商業交易。觀看藍谷高中橄欖球比賽時，麥克埋怨父親與寇特妮的相處時間遠多於自己。卡梅倫邀請寇特妮參加返校節舞會，寇特妮欣然答應，她告訴辛迪需要改變此前兩人的約定時間。辛迪為此大為不滿，她潛入父親的秘密實驗室，恰好發現追蹤博溫校長的逐星女。辛迪穿上父親正在研發的實驗戰鬥制服和噴火武器，與逐星女對戰，並用手腕處的利刃刺傷逐星女。偽裝成學校清潔員的賈斯汀及時擊倒辛迪，救下逐星女。辛迪逃走之後，宇宙之杖指引帕特找到陷入昏迷狀態的寇特妮。帕特假稱遭遇車禍，向芭芭拉隱瞞寇特妮受傷的真相。辛迪告訴寇特妮，知道她就是逐星女，並威脅要殺死她和她的朋友。喬丹將妻子去世離世的責任歸咎於一家化工企業高管，潛入其家中並殺死了他。貝絲以啦啦隊員身份進入辛迪家中，站在門口的帕特只得跟著進去，尤蘭達和瑞克在外警戒。貝絲發現一張龍王的照片，午夜神醫的眼鏡認出這是已經死亡的日本戰犯伊藤四朗。他們發現辛迪回到家中之後，眾人成功撤退。寇特妮不知夥伴已然離開，她闖入辛迪的臥室與其爭鬥。亨利開始展現憑藉意志隔空移物的能力，發現父親留下的戰鬥制服和檔案，獲知辛迪一直都是在監視他。亨利趕到辛迪家門前，發現她與逐星女打鬥在一起，他利用靈能將兩人分開。辛迪被父親用機器士兵帶走。亨利通過心靈感應得知寇特妮的身份，他驚慌失措地離開。 |      |               |                |                 |                    |               |           |       |
| 9 | 9    |               | 腦波           | 坦姆拉·黛維絲   | 可琳·麥吉尼斯      | 2020年7月13日 | T56.10109 | 0.827 |
| 數年前，年輕的亨利·金初步獲得超能力，殺死一名搶劫犯。當前，寇特妮表示希望招募小亨利加入美國正義協會，這個提議遭到尤蘭達和瑞克的反對。辛迪被父親囚禁。龍王告知不義協會其他成員，小亨利已經擁有腦波的能力，可以替代仍處於昏迷狀態的父親完成「新美國」計劃。他們設想放大這種超能力，首先控制美國中部六州的居民思想。貝絲和瑞克發現藍谷的初創者在城市地下建立隧道網，不義協會成員因此居住在藍谷。寇特妮來到醫院試圖說服小亨利未果。芭芭拉邀請上司喬丹一家來家中做客，寇特妮發現喬丹沒被新出爐的烤盤燙傷，懷疑他可能就是冰柱。送走喬丹一家之後，芭芭拉在地下室發現發光的宇宙之杖。小亨利用超能力殺死前來欺騙自己的律師，此時他的父親甦醒過來。 |      |               |                |                 |                    |               |           |       |
| 10 | 10   |               | 小腦波         | 安蒂·阿玛加尼安 | 詹姆斯·戴爾·羅賓遜 | 2020年7月20日 | T56.10110 | 0.766 |
| 兩年前，帕特和芭芭拉在藍谷一家餐館相遇。當前，芭芭拉認為帕特誤導寇特妮成為所謂的「超級英雄」，將他逐出家門，並計劃明日帶寇特妮離開藍谷。宇宙之杖感知到喬丹到醫院召集老亨利回歸不義協會，獨自前往醫院試圖阻止他們，但是它被喬丹冰封並帶回總部。小亨利發現父親失去了過去十年的記憶，並從留下的錄影帶之中得知是喬丹害死了母親梅麗。他找到寇特妮，聯合其他正義協會成員共同潛入不義協會總部。他們找到龍王的實驗室，寇特妮拿回宇宙之杖，並聯合尤蘭達和小亨利打敗龍王的手下機器士兵。此時龍王已經治愈了腦波的失憶症，他勸說兒子小亨利留下，但小亨利選擇與其他成員一起逃跑，對抗緊追在後的腦波。腦波在正義協會成員面前將小亨利埋在石塊之下，並透露當年是自己殺死了妻子梅麗。芭芭拉暗中將喬丹父母用挪威語進行的談話錄了下來，用翻譯軟件得知喬丹在製造某種「機器」。 |      |               |                |                 |                    |               |           |       |
| 11 | 11   |               | 光輝騎士       | 詹妮弗·彭       | 傑夫·強斯          | 2020年7月27日 | T56.10111 | 0.738 |
| 寇特妮的親生父親山姆來到藍谷，他的真正意圖是收回此前送給寇特妮的吊墜盒，賣掉換錢。帕特得知之後安慰了傷心的寇特妮，警告山姆不要再回來。賈斯汀找回部分記憶，他來到汽修店找到帕特，希望他能幫助自己。帕特認出了他，將他留在家中。寇特妮在小亨利的追悼會上發現腦波已經得知她的身份，匆忙回到家中，但是因喪失信心無法激活宇宙之杖。在帕特和芭芭拉的支持下，寇特妮找回自信，星杖激發更強的能量。腦波將寇特妮和帕特的身份告知冰柱，冰柱入侵芭芭拉的電腦，看到她關於星俠的搜索記錄，並且已經得知自己的身份。因此，冰柱同意腦波的意見，計劃殺死寇特妮一家。與此同時，距離「新美國」計劃的正式啟動時間還有12小時。 |      |               |                |                 |                    |               |           |       |
| 1213 | 1213 |               | 星星與星條     | 托亚·弗莱瑟     | 梅莉莎·卡特        | 2020年8月3日  | T56.10112 | 0.832 |
| 1213 | 1213 | 格雷格·比曼   | 星星與星條     | 傑夫·強斯       | 2020年8月10日      | T56.10113     | 0.860     |       |
| 隨著「新美國」計劃的實施，不義協會派出運動大師和虎女前去擊殺寇特妮一家，寇特妮和帕特分別在芭芭拉和麥克的幫助下擊退兩人，麥克也因此得知寇特妮和帕特的真實身份。寇特妮一家、其他正義協會成員以及賈斯汀躲進帕特的避難所。安娜雅·博溫鼓勵兒子艾薩克勇敢反擊霸凌者。她隨後接到冰柱的訊息，前去幫助運動大師和虎女。安娜雅嘲諷他們不適合當父母，虎女趁機偷襲，殺死安娜雅。帕特幫助瑞克破解了「時俠」雷克斯·泰勒留下的筆記，發現不義協會在地下隧道的完整地圖。貝絲入侵不義協會的網絡，發現「新美國」計劃旨在阻止全球變暖，倡導使用清潔能源，並消除一切形式的歧視，但同時將造成大約2500萬成年人喪命。在正義協會破壞放大器之前，龍王啟動設備，腦波成功控制數百萬成年人的大腦。賈斯汀和芭芭拉的大腦進入停滯狀態，腦波控制帕特的大腦，操作星條機甲攻擊逐星女。貝絲啟用地下隧道的屏蔽器，帕特和賈斯汀擺脫腦波的控制，兩人聯合正義協會成員與不義協會展開對決。運動大師和虎女被打敗，龍王被從密室逃出的辛迪殺死。賭徒釋放出所羅門·格蘭迪，所羅門擊敗星條。瑞克勸說帕特前去救援芭芭拉，自己面對所羅門並將它打敗，瑞克放過了它，警告它不許回來。尤蘭達殺死了偽裝成小亨利的腦波。逐星女使用宇宙之杖摧毀放大器。冰柱破壞了「午夜神醫」查爾斯·麥克奈德留下的眼鏡，並挾持了芭芭拉。逐星女趕到擊敗冰柱，麥克驅車撞死了受傷的冰柱。賭徒在逃走前清除了不義協會的電腦檔案。事情結束之後，賈斯汀前去尋找常勝七勇士，陰影在不義協會廢棄的會議室看到電視新聞將藍谷發生的事情偽造成一場地震，辛迪在「術士」威廉·扎瑞克家中發現包含「天蝕」的寶石。六週之後，惠特莫爾-杜根一家邀請正義協會成員一起慶祝聖誕節。與此同時，一名自稱為席維斯特·班柏頓的男子在加利福尼亞州尋找帕特。 |      |               |                |                 |                    |               |           |       |

### 第二季：暑期課程（2021年）
| 總集數 | 集數 （季） | 標題 | 譯名               | 導演            | 編劇                           | 上線日期       | 製作代碼  | 美國收視人數 （百萬） |
| --- | ----------- | ---- | ------------------ | --------------- | ------------------------------ | -------------- | --------- | --------------------- |
| 14 | 1           |      | 暑期課程：第一章   | 安蒂·阿瑪加尼安 | 傑夫·強斯                      | 2021年8月10日  | T56.10201 | 0.720                 |
| 數十年前，在印第安納州的梅洛迪山，天蝕化身男孩布魯斯引誘女孩蕾貝卡·麥克奈德偷竊鄰居的禮物，隨後對她使用超能力。當前，暑假即將來臨。帕特·杜根注意到寇特妮·惠特莫爾在有關美國正義協會的事情上花費過多精力，寇特妮專注於使用宇宙之杖成為「逐星女」，因此經常查詢美國正義協會的前任成員與超級反派之間的爭鬥記錄。帕特計劃全家趁著假期前去黃石國家公園度假。放假前的最後一天，寇特妮在學校與阿提米絲·克羅克因誤會險些發生衝突。隨後，新任校長哈羅德·謝爾曼告知帕特和芭芭拉，寇特妮的歷史和英語兩門課程不及格，她需要參加暑期補課。帕特只得取消全家旅遊計劃。當晚，一名陌生人潛入寇特妮的家中，寇特妮使用宇宙之杖迎戰。爭鬥聲吵醒了帕特、芭芭拉和麥克，對方自稱是「綠光戰警」的女兒。貝絲·查佩嘗試通過「午夜神醫」的眼鏡與麥克奈德再次取得聯繫，同時她發現父母的離婚協議書。尤蘭達·蒙特斯殺死「腦波」老亨利·金之後，產生創傷後遺症。她前往教堂，希望能夠緩解壓力。瑞克·泰勒發現所羅門·格蘭迪的足印，懷疑它仍然停留在藍谷，開始秘密追蹤它。自稱為席維斯特·班柏頓的男子找到帕特的前妻瑪姬，希望通過她找到帕特。卡梅倫·馬肯特回到藍谷。辛迪·伯曼通過學校中的秘密通道進入不義協會的地下總部，計劃利用包含天蝕的黑寶石招募新的成員，取名「無限不義聯盟」，候選人包括阿提米絲、卡梅倫、艾薩克·博溫和麥克。 |             |      |                    |                 |                                |                |           |                       |
| 15 | 2           |      | 暑期課程：第二章   | 安蒂·阿瑪加尼安 | 詹姆斯·戴爾·羅賓遜             | 2021年8月17日  | T56.10202 | 0.670                 |
| 闖入寇特妮家中的女孩自稱是「綠光戰警」艾倫·史考特的女兒珍妮。她從父親的遺物之中發現一枚綠光能量戒指，跟隨戒指的指引來到寇特妮家，找到史考特留下的綠燈。寇特妮對她持有戒心，認為她可能是不義聯盟派遣來的間諜。帕特則是歡迎珍妮的到來，並幫助她練習使用能量戒指。珍妮學會利用自己的情感控制綠燈，使用綠燈的能量根據意願創造物品。寇特妮和尤蘭達參加暑期課程的學習。帕特向珍妮介紹新一代的美國正義協會成員貝絲·查佩和瑞克·泰勒。珍妮受到眾人的喜愛，寇特妮想到珍妮是超級英雄的女兒，自己的父親卻不是星俠，心生嫉妒。隨後寇特妮為自己的排擠行為向珍妮道歉。珍妮感到自己被孤立，同時找不到失蹤的弟弟陶德，逐漸情緒化，進而激活綠燈。綠燈不斷散發出能量，帕特意識到珍妮自身是能量來源而非綠燈。英國人理查·斯威夫特來到藍谷，進入芭芭拉的辦公室，希望能夠拿到「術士」威廉·扎瑞克的遺留物品。帕特認出斯威夫特是超級反派「陰影」。辛迪回到家中，她無法完全控制黑寶石中的天蝕，導致它吞噬了繼母波比·伯曼。辛迪竭盡全力控制住能力不斷增長的天蝕。 |             |      |                    |                 |                                |                |           |                       |
| 16 | 3           |      | 暑期課程：第三章   | 莉亞·湯遜       | 杜里·梅爾＆阿爾弗雷多·塞普蒂安 | 2021年8月24日  | T56.10203 | 0.602                 |
| 11年前，2010年的聖誕節，美國正義協會成員霹靂強尼和帕特會面，與他討論自己的霹靂精靈搭檔雷霆。當前，麥克無意間從粉色筆中召喚出霹靂精靈雷霆，他能夠在條件約束下幫助麥克實現願望。麥克為了阻止他人的霸凌行為，召喚出雷霆，雷霆使用超能力將許多停止警示牌從天而降。寇特妮和尤蘭達目睹到這一混亂場面，將麥克的行為告知帕特。雷霆選擇留在麥克身邊，帕特未能收回粉色筆。雷霆告知帕特，他的搭檔霹靂強尼臨死前的最後一個願望是希望雷霆找到新搭檔。芭芭拉在倉庫中查點威廉·扎瑞克的遺留物品，陰影突然出現於房間之中。他從中找到一個空木盒，並將它帶走。麥克渴望加入美國正義協會，他召喚雷霆找出陰影的藏身地點。帕特和正義協會成員與陰影正面對峙。陰影將他們擊敗，離開之前告誡他們不要再阻擋自己。芭芭拉告訴帕特，陰影拿走一個木盒。帕特誤以為陰影將包含天蝕的黑寶石帶走。當晚，麥克在不知不覺中許願雷霆能夠找到更好的搭檔。雷霆離開麥克家，找到麥克的朋友傑金·威廉斯。麥克奈德警告貝絲要提防天蝕。陰影看著手中的空木盒，擔心天蝕將殺害寇特妮等人。 |             |      |                    |                 |                                |                |           |                       |
| 17 | 4           |      | 暑期課程：第四章   | 莉亞·湯遜       | 泰勒·史崔茲                    | 2021年8月31日  | T56.10204 | 0.679                 |
| 辛迪從繼母死亡的悲劇中走出，招募艾薩克成為新一代的不義聯盟成員。阿提米絲·克羅克到監獄中探望父親「運動大師」勞倫斯·克羅克和母親「虎女」寶拉·布魯克斯。為了觀看女兒的橄欖球比賽，勞倫斯和寶拉越獄之後綁架麥克，迫使帕特幫助他們夫妻兩人潛入比賽場地。帕特只得邀請勞倫斯和寶拉來到家中，兩人分別與帕特和芭芭拉增進友誼。寇特妮與陰影會面。陰影稱他的意圖是徹底消滅天蝕，並再次警告寇特妮不要插手此事。陰影還告知寇特妮，多年以前，「午夜神醫」查爾斯·麥克奈德的年幼女兒蕾貝卡被天蝕殺害。寇特妮向帕特求證，帕特證實了陰影的說法。橄欖球比賽期間，辛迪利用天蝕暫時控制阿提米絲的心智，誘使她攻擊寇特妮。阿提米絲被罰出比賽。勞倫斯和寶拉與阿提米絲談話之後，兩人返回監獄。辛迪邀請阿提米絲加入不義聯盟。與此同時，貝絲收到麥克奈德的求救訊息，對方聲稱自己被困於陰影之中。 |             |      |                    |                 |                                |                |           |                       |
| 18 | 5           |      | 暑期課程：第五章   | 席林·喬克賽     | 史蒂夫·哈珀                    | 2021年9月7日   | T56.10205 | 0.638                 |
| 10年前，辛迪的母親為躲避「龍王」伊藤四朗，帶著她隱居在加利福尼亞州的法默斯維爾。辛迪從噩夢中警醒，她的父親伊藤四朗躲在暗處窺視。當前，辛迪嘗試招募正在墻壁上塗鴉的卡梅倫。卡梅倫的祖母莉莉向辛迪展示急速冷凍的超能力，阻止她接近卡梅倫。寇特妮夜間獨自出去尋找陰影，她希望與陰影聯手對付天蝕。帕特認為陰影居心叵測，反對寇特妮與他接觸。一場神秘風暴即將席捲小鎮。辛迪來到學校企圖再次招募卡梅倫，卡梅倫拒絕了她。辛迪在離開學校之前，利用天蝕控制老師保羅·戴辛格的心智。陰影再次拜訪芭芭拉，告知她寇特妮在獨自找尋自己，並留下他的聯繫方式。貝絲將收到麥克奈德的求救訊息的事情告知帕特。戴辛格被天蝕吞噬。寇特妮帶著美國正義協會的成員來到學校調查。天蝕創造出幻象，致使尤蘭達、貝絲和瑞克直面各自的心中創傷。寇特妮使用宇宙之杖擊退天蝕，眾人恢復正常，將受傷的戴辛格送至醫院，接受精神評估。貝絲向父母坦白，自己已經得知他們準備離婚。辛迪招募卡梅倫失敗之後，她與阿提米絲和艾薩克會合，準備先招募麥克。卡梅倫繼續創作塗鴉，突然展現出急速冷凍的超能力，掉落在地上的畫筆被冰霜覆蓋。 |             |      |                    |                 |                                |                |           |                       |
| 19 | 6           |      | 暑期課程：第六章   | 沃爾特·加西亞   | 寶拉·塞文伯爾                  | 2021年9月14日  | T56.10206 | 0.580                 |
| 尤蘭達和貝絲先後分別受到艾薩克和阿提米絲的威脅。寇特妮、帕特以及卡梅倫打掃學校的畫室，發現一幅畫中繪有辛迪找到包含天蝕的黑寶石。艾薩克和阿提米絲潛入帕特的車間，聯手打傷帕特，損壞星條機甲。辛迪綁架麥克，要求與寇特妮會面。由於帕特受傷住院，寇特妮擔心無法對付辛迪。芭芭拉只得聯繫陰影，並告訴他辛迪手持包含天蝕的黑寶石。正義協會成員聯手擊敗辛迪、艾薩克和阿提米絲，貝絲趁機解救麥克。辛迪使用天蝕與寇特妮對戰，陰影及時趕來企圖阻止天蝕。寇特妮使用宇宙之杖擊碎黑寶石，徹底釋放出天蝕。天蝕吞噬了艾薩克，阿提米絲見狀迅速逃離現場。天蝕使用黑寶石的碎片吸收了辛迪，寇特妮未能救出辛迪。天蝕繼而擊退陰影，打敗瑞克。寇特妮使用宇宙之杖逼退天蝕。麥克決定加強訓練，建造自己的星條機甲。逃出的天蝕再次化身男孩布魯斯。 |             |      |                    |                 |                                |                |           |                       |
| 20 | 7           |      | 暑期課程：第七章   | 席林·喬克賽     | 羅比·海恩                      | 2021年9月21日  | T56.10207 | 0.582                 |
| 寇特妮等待宇宙之杖完全恢復超能力，同時與卡梅倫的關係更加緊密。芭芭拉見到辦公室的天花板上落下一滴黑色液體物質，她擔心是陰影在幕後操縱。尤蘭達在工作的瑞奇餐廳中遇到天蝕化身的男孩布魯斯。此外，她的創傷後遺症愈加嚴重，腦中幻聽到腦波的聲音。在暑期課堂上，尤蘭達被幻想出的「腦波」老亨利·金和小亨利·金嘲笑。寇特妮發現異常，鼓勵她將自己殺死腦波的事情告知瑞克和貝絲。尤蘭達意識到團隊中的其他成員均未殺死過敵人，更加感到壓力。她去教堂找托馬斯神父懺悔，腦中再次幻想出亨利·金父子。寇特妮及時出現喚醒了尤蘭達。尤蘭達責備寇特妮迫使自己成為野貓，她決定退出美國正義協會。與此同時，麥克和帕特合作修復星條機甲。麥克發現帕特收藏的黑寶石碎片，並出現碎片進入體內的幻覺。帕特安撫受驚的麥克，並稱希望能夠利用黑寶石碎片囚禁天蝕。當晚，布魯斯出現於貝絲的門前。 |             |      |                    |                 |                                |                |           |                       |
| 21 | 8           |      | 暑期課程：第八章   | 安蒂·阿瑪加尼安 | 史蒂夫·哈珀                    | 2021年9月28日  | T56.10208 | 0.467                 |
| 尤蘭達將野貓戰服送還給寇特妮。寇特妮設法使宇宙之杖恢復超能力。伍茲老師來到瑞克家，向他提供大學的就讀訊息，被瑞克脾氣暴躁的舅舅馬特·哈里斯趕走。瑞克再次來到森林之中，將水果帶給所羅門·格蘭迪，並向他訴說自己的苦惱。瑞克在回程途中見到有獵人準備追捕猛獸，他擔心格蘭迪的安危，向帕特和寇特妮求助。瑞克在森林中見到格蘭迪站在一具女孩的屍體面前，誤以為是它殺死了女孩，開始追趕格蘭迪。帕特和寇特妮來到現場，發現女屍是早已死亡的蕾貝卡·麥克奈德，兩人意識到這是天蝕製造出的幻象，栽贓給格蘭迪。受到欺騙的瑞克誤將舅舅哈里斯當成格蘭迪，把哈里斯打成重傷。寇特妮利用宇宙之杖使瑞克清醒過來。懊悔的瑞克將時俠的沙漏摔壞，隨後他被警方逮捕。格蘭迪在遠處目睹瑞克坐在警車之內。與此同時，麥克奈德再次聯繫貝絲，他聲稱自己仍然活著，正在一個陰影之中躲避追蹤。貝絲進入天蝕的幻象之中，受到布魯斯和第一代美國正義協會成員的嘲笑。貝絲憑藉自信戰勝天蝕，擺脫幻象。時值美國獨立日，芭芭拉和麥克擔心帕特和寇特妮，他們的房子外部開始結冰。 |             |      |                    |                 |                                |                |           |                       |
| 22 | 9           |      | 暑期課程：第九章   | 安蒂·阿瑪加尼安 | 阿爾弗雷多·塞普蒂安＆杜里·梅爾 | 2021年10月5日  | T56.10209 | 0.474                 |
| 數十年前，天蝕說服布魯斯·高登放棄抵抗，佔據他的身體。幾年後，初代美國正義協會成員參加蕾貝卡·麥克奈德的葬禮。「星俠」席維斯特·班柏頓從陰影口中得知，通過殺死布魯斯，可以迫使天蝕再次困於黑寶石之中。帕特和「閃電俠」傑伊·蓋瑞克不讚成如此做法。天蝕擊敗綠光戰警、幽靈、鷹俠和鷹女孩，開始威脅到美國正義協會成員的家人。在「時俠」雷克斯·泰勒和「野貓」泰德·格蘭特的支持下，星俠不情願地殺死布魯斯，將天蝕困於黑寶石之中。當前，風暴即將侵襲藍谷，寇特妮和貝絲計劃在尤蘭達和瑞克缺席的狀況下對付天蝕。受天蝕影響，芭芭拉在幻象中遇到「冰柱」喬丹·馬肯特，麥克在幻象中受到卡梅倫的攻擊，帕特回憶起布魯斯的遭遇。陰影將芭芭拉從幻象中解救出來，寇特妮使用宇宙之杖喚醒麥克和帕特。帕特將天蝕的背後真相告知寇特妮。天蝕化身的男孩布魯斯出現於房外。 |             |      |                    |                 |                                |                |           |                       |
| 23 | 10          |      | 暑期課程：第十章   | 席林·喬克賽     | 泰勒·史崔茲                    | 2021年10月12日 | T56.10210 | 0.557                 |
| 數十年前，星俠殺死布魯斯·高登之後，稱天蝕此前威脅自己的生命，隨後他與帕特和解。當前，受傷的陰影來到寇特妮的家中。陰影告訴寇特妮一家，如果利用宇宙之杖修復好黑寶石，就可以再次囚禁天蝕。由於宇宙之杖仍未完全恢復超能力，帕特想到藉助於珍妮的能量戒指。他與寇特妮離開藍谷，前往賓夕法尼亞州的公民市尋找珍妮。公民市曾是初代美國正義協會的總部所在地。帕特和寇特妮在當地的康復中心找到珍妮，她仍然在尋找弟弟陶德。三人離開康復中心之後，護士長露易絲·樂芙將珍妮的行蹤告知上司骨頭先生，同時她透露並未將陶德的相關訊息告訴珍妮。與此同時，麥克奈德再次聯繫貝絲，表示陰影將他從不義聯盟手中救下，但是他意外地迷失於影域（）之中。麥克奈德稱陰影於19世紀初未能成功獻祭給天蝕，從而獲得超能力。帕特、寇特妮和珍妮來到初代美國正義協會的總部，珍妮利用能量戒指修復好黑寶石。貝絲此時發覺陰影欺騙了眾人，他因此恢復超能力，召喚天蝕奪取黑寶石。天蝕擊敗珍妮，並用黑寶石吸收了寇特妮。 |             |      |                    |                 |                                |                |           |                       |
| 24 | 11          |      | 暑期課程：第十一章 | 席林·喬克賽     | 寶拉·塞文伯爾＆羅比·海恩       | 2021年10月19日 | T56.10211 | 0.517                 |
| 寇特妮在影域之中甦醒，發覺自己置身於黑白模式的藍谷小鎮。她先後遭遇已經離世的扎瑞克一家和博溫一家。隨後，她被辛迪突襲，兩人打鬥中發現對方是真實存在的，而非幻覺。辛迪將自己被困於此的狀況歸咎於寇特妮。兩人爭執之際，辛迪在幻象中見到生母，她被生父龍王手下的機器士兵拖走。寇特妮嘗試追回辛迪，卻在影域之中迷失路徑。同樣被困於此的麥克奈德救出寇特妮，並將情況通過眼鏡告知貝絲。他表示可以藉助於珍妮的能量戒指追蹤陰影，請求他幫忙將眾人救出。麥克獨自前去尋找雷霆，帕特和芭芭拉在電影院中找到陰影。尚未恢復的陰影利用超能力打開連結影域的通道，寇特妮沒有立即離開，她希望救出辛迪。寇特妮在幻象中陸續遭遇尤蘭達、瑞克和山姆·庫蒂斯，最終從龍王手中解救出辛迪。三人成功離開影域。陰影因過度使用超能力而灰飛煙滅。辛迪表示願意聯手眾人對付天蝕。 |             |      |                    |                 |                                |                |           |                       |
| 25 | 12          |      | 暑期課程：第十二章 | 格雷格·比曼     | 詹姆斯·戴爾·羅賓遜             | 2021年10月26日 | T56.10212 | 0.624                 |
| 珍妮試圖使用能量戒指消滅發現的黑寶石碎片，碎片趁機侵入珍妮的體內。寇特妮同意與辛迪暫時和解，她隨後發現宇宙之杖已經完全恢復超能力。寇特妮告訴尤蘭達，後者不是首位殺人的美國正義協會成員。帕特迫使馬特撤銷對瑞克的控告，瑞克獲釋。芭芭拉在家中聽到一個聲音在呼喚她的名字。麥克發現霹靂精靈搭檔雷霆在好友傑金·威廉斯的手中，他說服傑金幫助美國正義協會。辛迪與尤蘭達會面，促使她重新加入美國正義協會，眾人暫時結成同盟。瑞克研究父親留下的日記，希望找到修復時俠沙漏的方法。辛迪電話通知某人返回藍谷。麥克奈德認為寇特妮的宇宙之杖可以對付天蝕。他與貝絲共同搜尋天蝕，兩人在準備途中遭遇突然出現的天蝕。天蝕表示希望貝絲召集當前所有的美國正義協會成員，他繼而能夠激發寇特妮內心的黑暗人格。與此同時，珍妮在夢中見到寇特妮被天蝕控制，擊敗美國正義協會的其他成員。 |             |      |                    |                 |                                |                |           |                       |
| 26 | 13          |      | 暑期課程：第十三章 | 格雷格·比曼     | 傑夫·強斯                      | 2021年11月2日  | T56.10213 | 0.574                 |
| 天蝕企圖用影域吞噬地球，寇特妮、尤蘭達和辛迪聯手不敵天蝕。雷霆修復好星條機甲，麥克駕駛機甲與天蝕對抗。天蝕擊敗眾人，殺死所羅門·格蘭迪。貝絲和麥克奈德在陰影的幫助下救出貝絲的父母。天蝕控制住帕特，激發出寇特妮的仇恨，成功佔據寇特妮的身體，暫時控制了她的思想。「星俠」席維斯特·班柏頓及時趕到，說服寇特妮憑藉意志戰勝天蝕，將他逐出身體。「運動大師」勞倫斯·克羅克、「虎女」寶拉·布魯克斯和阿提米絲·克羅克一家也受辛迪之邀前來幫忙。眾人聯手消滅天蝕，將他變成一片烤焦的吐司。風波平息之後，班柏頓願意留下教導寇特妮更多與宇宙之杖有關的知識。尤蘭達和辛迪決定加入美國正義協會。麥克和傑金討論組建自己的團隊。貝絲幫助麥克奈德找到他妻子的住處，並告知他有個兒子。貝絲的父母決定不再離婚。卡梅倫的祖父母向他展示家族擁有的急速冷凍的超能力。瑞克埋葬了格蘭迪，但是陰影表示它可能還會回來。勞倫斯和寶拉一家搬到了帕特家隔壁，兩家成為鄰居。與此同時，在公民市的青少年康復螺旋研究中心，護士長露易絲·樂芙將內布拉斯加州出現的超級英雄和超級反派告知上司骨頭先生，骨頭先生因此計劃前去藍谷。 |             |      |                    |                 |                                |                |           |                       |

### 第三季：友敵（2022年）
| 總集數 | 集數 （季） | 標題 | 譯名               | 導演            | 編劇                           | 上線日期       | 製作代碼 | 美國收視人數 （百萬） |
| ------ | ----------- | ---- | ------------------ | --------------- | ------------------------------ | -------------- | -------- | --------------------- |
| 27     | 1           |      | 友敵-第一章ː殺人犯 | 安蒂·阿瑪加尼安 | 傑夫·強斯                      | 2022年8月31日  | 待公佈   | 待定                  |
| 28     | 2           |      | 友敵-第二章ː嫌疑人 | 安蒂·阿瑪加尼安 | 羅比·海恩                      | 2022年9月7日   | 待公佈   | 待定                  |
| 29     | 3           |      | 友敵-第三章ː敲詐   | 沃爾特·加西亞   | 泰勒·史崔茲                    | 2022年9月14日  | 待公佈   | 待定                  |
| 30     | 4           |      | 友敵-第四章ː證據   | 沃爾特·加西亞   | 寶拉·塞文伯爾                  | 2022年9月21日  | 待公佈   | 待定                  |
| 31     | 5           |      | 友敵-第五章ː小偷   | 莉亞·湯遜       | 史蒂夫·哈珀                    | 2022年10月5日  | 待公佈   | 待定                  |
| 32     | 6           |      | 友敵–第六章：背叛  | 莉亞·湯遜       | 阿爾弗雷多·塞普蒂安＆杜里·梅爾 | 2022年10月12日 | 待公佈   | 待定                  |
| 33     | 7           |      | 友敵：第七章       | 待公佈          | 詹姆斯·戴爾·羅賓遜             | 待公佈         | 待公佈   | 待定                  |
| 34     | 8           |      | 友敵：第八章       | 待公佈          | 待公佈                         | 待公佈         | 待公佈   | 待定                  |
| 35     | 9           |      | 友敵：第九章       | 待公佈          | 待公佈                         | 待公佈         | 待公佈   | 待定                  |
| 36     | 10          |      | 友敵：第十章       | 待公佈          | 待公佈                         | 待公佈         | 待公佈   | 待定                  |
| 37     | 11          |      | 友敵：第十一章     | 待公佈          | 待公佈                         | 待公佈         | 待公佈   | 待定                  |
| 38     | 12          |      | 友敵：第十二章     | 待公佈          | 詹姆斯·戴爾·羅賓遜             | 待公佈         | 待公佈   | 待定                  |
| 39     | 13          |      | 友敵：第十三章     | 待公佈          | 待公佈                         | 待公佈         | 待公佈   | 待定                  |

## 製作

### 開發
2018年7月19日，DC Universe宣佈直接預訂《逐星女》第一季，共13集。試播集由傑夫·強斯編劇，他與葛瑞格·伯蘭蒂、莎拉·謝克特以及梅莉莎·卡特（Melissa Carter）一同擔任劇集執行監製，傑夫·強斯與梅莉莎·卡特為聯合節目統籌。製作公司包括Mad Ghost Productions、Berlanti Productions以及華納兄弟電視公司。劇集將重塑「逐星女」寇特妮·惠特莫爾一角。
2020年7月6日，CW電視網預訂第二季，並宣佈自第二季起成為該電視台原創節目。第二季副標題為《暑期課程》（Summer School）。2021年5月3日，在第二季開播之前，CW電視網宣佈預訂第三季，由HBO Max和CW電視網共同出資製作。

### 選角

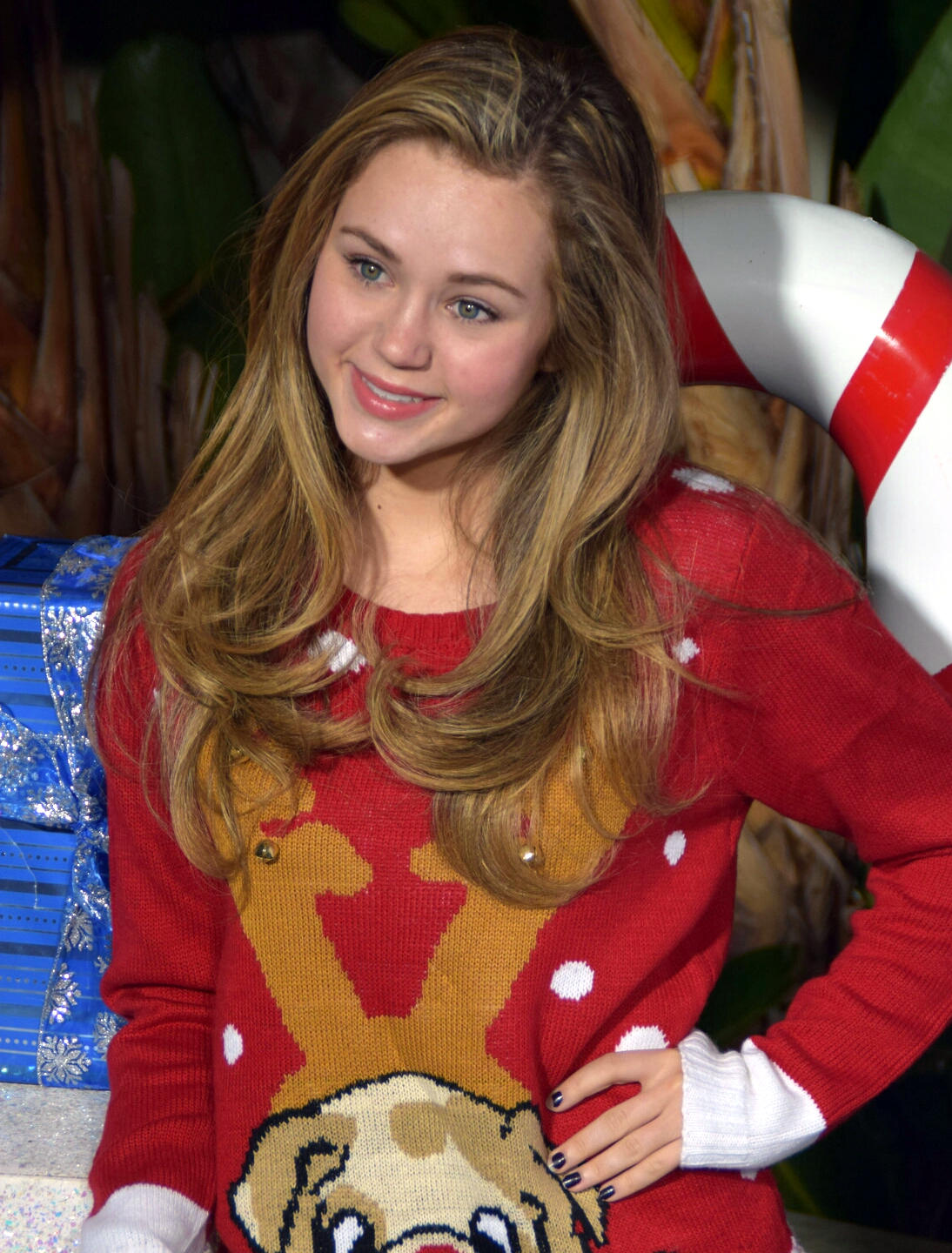
布蕾克·貝辛格領銜出演標題角色寇特妮·惠特莫爾

2018年9月，布蕾克·貝辛格確定出演「逐星女」寇特妮·惠特莫爾。11月，安傑利卡·華盛頓、伊維特·蒙雷亞爾和克里斯托弗·傑姆斯·貝克確認加入劇組，出演未公佈角色。12月，美國正義協會的成員選角公佈，喬爾·麥克哈爾出演「星俠」席維斯特·班柏頓，小盧·弗里基諾出演「時俠」雷克斯·泰勒，布瑞恩·斯塔夫（Brian Stapf）出演「野貓」泰德·格蘭特，亨利·托馬斯出演「午夜神醫」查爾斯·麥克奈德，四人均為常規角色。喬伊·奧斯曼斯基出演「虎女」寶拉·布魯克斯，尼爾·霍普金斯出演「運動大師」勞倫斯·克羅克，尼爾森·李出演龍王，三名角色均為不義協會成員。2019年1月7日，DC公佈盧克·威爾遜確認出演主要角色「星條」帕特·杜根。2月，艾咪·史瑪特出演芭芭拉·惠特莫爾·杜根，特拉·羅馬諾（Trae Romano）出演麥克·杜根（Mike Dugan），此外，傑克·奧斯汀·沃克、梅格·德拉西、卡梅倫·蓋爾曼、尼爾·傑克遜和亨特·桑塞（Hunter Sansone）確認參演劇集。4月，漢娜·克汗確定出演安娜雅·博溫。
2020年10月，尼克·塔拉贝和乔纳森·凯克确定分別在第二季中出演反派角色天蝕和陰影。11月，喜劇演員吉姆·加菲根確定為美國正義協會成員雷霆配音。阿爾科亞·布倫森出演常設霹靂傑金。2021年2月，約翰·衛斯理·席普確定客串出演「閃電俠」傑伊·蓋瑞克，他此前在影集《閃電俠》中出演該角色。
2021年8月，尼爾·霍普金斯和喬伊·奧斯曼斯基確定在第三季被提升為主演。2021年10月，喬爾·麥克哈爾確定在第三季被提升為主演。

### 拍攝
劇集原計劃於2019年1月在喬治亞州亞特蘭大開機拍攝，之後調整為3月14日於喬治亞州瑪麗埃塔開拍。葛倫·溫特將執導首播集。史考特·派克（Scott Peck）擔當攝影指導。製作組還在喬治亞州的杜魯斯、立陶宛泉、達拉斯、保爾丁縣、士麥那、維寧斯和馬布爾頓等地取景拍攝。沃爾特·加西亞（Walter Garcia）擔當特技協調員及第二組導演。
製作組繼續在亞特蘭大拍攝第二季，2020年10月底開機。

### 特效
Zoic工作室為影片製作後期特效。節目統籌傑夫·強斯表示，這是華納兄弟電視公司出品的第一部在特效鏡頭拍攝前使用視覺預覽技術的電視劇，這種技術目前一般在大製作電影中使用，該技術由第三樓視覺化特效公司完成。傑夫·強斯將此前參與電影《神力女超人》（2017年）、《水行俠》（2018年）和《沙贊！》（2019年）製作得到的經驗應用到《逐星女》後期的特效製作之中。

### 音樂
2019年6月，派娜·托普拉克宣佈為劇集作曲。第一季的音樂原聲帶數字版於2020年8月21日在亞馬遜和iTunes上發行。第二季的音樂原聲帶數字版於2021年11月2日在亞馬遜和iTunes上發行。

## 宣傳與發行

### 市場營銷
2019年12月7日，DC釋出首支前導預告片。12月10日，CW釋出官方預告片。2020年8月3日，CW電視台釋出逐星女以及綠箭宇宙中的各超級英雄戴口罩的宣傳照片，提醒人們在公共場合佩戴口罩的重要性，防止2019冠狀病毒病的傳播。

### 電視播出
《逐星女》原計劃於2019年8月下旬至11月下旬在DC Universe播出。2019年3月29日，DC Universe宣佈《泰坦》第二季將於秋季開播，《逐星女》調整至2020年初播出。11月，CW電視網宣佈每集將於在DC Universe首播的第二天時在該頻道播出。12月10日，CW宣佈劇集將於2020年春季在該頻道首播。劇集於2020年5月11日在DC Universe首播，於5月12日21：00在CW電視台首播，自5月26日起，改動至20：00播出。2020年3月，製作方宣佈劇集推遲一週播出，將於2020年5月18日在DC Universe以4K超高清圖像制式首播，於2020年5月19日20：00在CW電視台首播。因為CW電視台在劇中插播商業廣告，電視台播出版本的第一季中某些集有刪減，例如前兩集分別刪減了八分鐘左右，DC Universe串流平台上播出的是完整版本。為適應CW電視台的播出時長，第一季後續集數做出了適當的調整。2020年12月1日，第一季在HBO Max播出。
《逐星女》自第二季起於CW電視網獨播，於2021年8月10日首播，隨後在HBO Max播出。第三季計劃於2022年播出。

### 影碟發行
| 季數 | 季數 | 集數 | DVD發行日期   | DVD發行日期    | DVD發行日期   | 藍光影碟發行日期 | 藍光影碟發行日期 |
| 季數 | 季數 | 集數 | 區域1         | 區域2          | 區域4         | A區              | B區              |
| ---- | ---- | ---- | ------------- | -------------- | ------------- | ---------------- | ---------------- |
|      | 1    | 13   | 2020年9月29日 | 2020年11月23日 | 2020年11月4日 | 2020年9月29日    | 2020年11月23日   |
|      | 2    | 13   | 2022年2月8日  | 2022年2月8日   | 2022年2月16日 | 2022年2月8日     | 2022年2月8日     |

## 迴響

### 評價
| 季數 | 季數 | 爛番茄            | Metacritic      |
| ---- | ---- | ----------------- | --------------- |
|      | 1    | 89%（38位劇評人） | 68（8位劇評人） |

《逐星女》收到多數影評人的好評。根据評論匯總网站爛番茄汇总的38篇评论文章，89%的评论家给予该作正面评价，使之獲得「認證新鮮」標識，平均打分为7.61分（满分10分）。该网站总结的评论家共识是“y”。《逐星女》在Metacritic網站上得到「普遍讚譽」，獲得了68/100分（8位影評人）。

### 收視
| 季數 | 播出時間（ET） | 集數 | 首映          | 首映          | 季終          | 季終          | 電視季度 | 18–49歲 收視 排名 | 18–49歲 收視 平均 | 收視人数 排名 （百萬） | 平均 收視人数 （百萬） |
| 季數 | 播出時間（ET） | 集數 | 日期          | 收視 （百萬） | 日期          | 收視 （百萬） | 電視季度 | 18–49歲 收視 排名 | 18–49歲 收視 平均 | 收視人数 排名 （百萬） | 平均 收視人数 （百萬） |
| ---- | -------------- | ---- | ------------- | ------------- | ------------- | ------------- | -------- | ----------------- | ----------------- | ---------------------- | ---------------------- |
| 1    | 星期一21:00    | 13   | 2020年5月18日 | 1.224         | 2020年8月10日 | 0.860         | 2019–20  | 不適用            | 不適用            | 不適用                 | 不適用                 |
| 2    | 星期二20:00    | 13   | 2021年8月10日 | 0.720         | 2021年11月2日 | 0.574         | 2021–21  | 待定              | 待定              | 待定                   | 待定                   |

## 綠箭宇宙
2019年11月，報道稱綠箭宇宙將在交叉集《無限地球危機》中引入布蕾克·貝辛格飾演的「逐星女」寇特妮·惠特莫爾。2020年1月，寇特妮·惠特莫爾以及她的隊友正式被引入綠箭宇宙，《逐星女》故事發生於綠箭主宇宙的平行宇宙2號地球。此前，1號地球中的逐星女曾於2016年至2017年出現於《明日傳奇》第二季的其中3集，由莎拉·格雷飾演。
2020年4月，主創傑夫·強斯和主演布蕾克·貝辛格均認為此後可能與綠箭宇宙有更多的交叉集。傑夫·強斯表示首先需要確保第一季的質量，布蕾克·貝辛格補充透露已經在初步討論關於《閃電俠》的交叉集，此外她表示希望能夠在《女超人》中與主演梅莉莎·班諾伊共同演出。

## 備註
1. ↑  天蝕（英语：Eclipso）出現於第一季的第十三集《星星與星條（下）》，由未署名的演員聲演。
2. 1 2 3 4  第一季每集於網路串流媒體平台DC Universe首播，次日於CW電視台播出[4][5]。

## 資料來源
1. ↑  Katie Campione. . Deadline Hollywood. 2022-10-31  [2022-11-04]. （原始内容存档于2022-12-08） （英语）.
2. 1 2  Boucher, Geoff. . Deadline Hollywood. 2018-09-20  [2018-12-17]. （原始内容存档于2020-04-22） （美国英语）.
3. 1 2  Morrison, Matt. . Screen Rant. 2021-11-03  [2021-11-14]. （原始内容存档于2022-03-30） （美国英语）.
4. 1 2  . The Futon Critic.   [2020-05-13]. （原始内容存档于2020-09-02）.
5. 1 2  Mitovitch, Matt Webb. . TV Line. 2020-03-26  [2020-03-27]. （原始内容存档于2020-03-27） （美国英语）.
6. 1 2  Metcalf, Mitch. . Showbuzz Daily. 2020-05-20  [2020-05-20]. （原始内容存档于2020-06-05） （美国英语）.
7. ↑  Metcalf, Mitch. . Showbuzz Daily. 2020-05-27  [2020-05-28]. （原始内容存档于2020-06-03） （美国英语）.
8. ↑  Metcalf, Mitch. . Showbuzz Daily. 2020-06-03  [2020-06-04]. （原始内容存档于2020-06-03） （美国英语）.
9. ↑  Metcalf, Mitch. . Showbuzz Daily. 2020-06-10  [2020-06-11]. （原始内容存档于2020-06-10） （美国英语）.
10. ↑  Metcalf, Mitch. . Showbuzz Daily. 2020-06-17  [2020-06-18]. （原始内容存档于2020-06-18） （美国英语）.
11. ↑  Metcalf, Mitch. . Showbuzz Daily. 2020-06-24  [2020-06-26]. （原始内容存档于2020-06-27） （美国英语）.
12. ↑  Metcalf, Mitch. . Showbuzz Daily. 2020-07-01  [2020-07-05]. （原始内容存档于2020-07-01） （美国英语）.
13. ↑  Metcalf, Mitch. . Showbuzz Daily. 2020-07-08  [2020-07-09]. （原始内容存档于2020-07-11） （美国英语）.
14. ↑  Metcalf, Mitch. . Showbuzz Daily. 2020-07-15  [2020-07-16]. （原始内容存档于2020-07-17） （美国英语）.
15. ↑  Metcalf, Mitch. . Showbuzz Daily. 2020-07-22  [2020-07-22]. （原始内容存档于2020-07-23） （美国英语）.
16. ↑  Metcalf, Mitch. . Showbuzz Daily. 2020-07-29  [2020-07-29]. （原始内容存档于2020-09-02） （美国英语）.
17. ↑  Metcalf, Mitch. . Showbuzz Daily. 2020-08-05  [2020-08-05]. （原始内容存档于2020-08-07） （美国英语）.
18. 1 2  Metcalf, Mitch. . Showbuzz Daily. 2020-08-12  [2020-08-12]. （原始内容存档于2020-08-16） （美国英语）.
19. ↑  . Writers Guild of America West.   [2021-05-05]. （原始内容存档于2021-05-06） （美国英语）.
20. 1 2  Metcalf, Mitch. . Showbuzz Daily. 2021-08-11  [2021-08-18]. （原始内容存档于2021-08-18） （美国英语）.
21. ↑  Metcalf, Mitch. . Showbuzz Daily. 2021-08-18  [2021-08-18]. （原始内容存档于2021-09-01） （美国英语）.
22. ↑  Metcalf, Mitch. . Showbuzz Daily. 2021-08-25  [2021-08-25]. （原始内容存档于2021-08-27） （美国英语）.
23. ↑  Metcalf, Mitch. . Showbuzz Daily. 2021-09-01  [2021-09-01]. （原始内容存档于2021-09-08） （美国英语）.
24. ↑  Metcalf, Mitch. . Showbuzz Daily. 2021-09-09  [2021-09-09]. （原始内容存档于2021-09-10） （美国英语）.
25. ↑  Metcalf, Mitch. . Showbuzz Daily. 2021-09-15  [2021-09-15]. （原始内容存档于2021-09-16） （美国英语）.
26. ↑  Metcalf, Mitch. . Showbuzz Daily. 2021-09-22  [2021-09-22]. （原始内容存档于2021-09-23） （美国英语）.
27. ↑  Metcalf, Mitch. . Showbuzz Daily. 2021-09-29  [2021-09-29]. （原始内容存档于2021-10-14） （美国英语）.
28. ↑  Metcalf, Mitch. . Showbuzz Daily. 2021-10-06  [2021-10-06]. （原始内容存档于2021-10-07） （美国英语）.
29. ↑  Metcalf, Mitch. . Showbuzz Daily. 2021-10-13  [2021-10-13]. （原始内容存档于2021-10-13） （美国英语）.
30. ↑  Metcalf, Mitch. . Showbuzz Daily. 2021-10-20  [2021-10-20]. （原始内容存档于2021-10-20） （美国英语）.
31. ↑  Metcalf, Mitch. . Showbuzz Daily. 2021-10-27  [2021-10-27]. （原始内容存档于2021-11-07） （美国英语）.
32. 1 2  Metcalf, Mitch. . Showbuzz Daily. 2021-11-03  [2021-11-03]. （原始内容存档于2022-04-22） （美国英语）.
33. 1 2 3  Patten, Dominic. . Deadline Hollywood. 2018-07-19  [2018-12-17]. （原始内容存档于2018-07-19） （美国英语）.
34. 1 2  Andreeva, Nellie; Petski, Denise. . Deadline Hollywood. 2019-11-21  [2019-11-21]. （原始内容存档于2019-11-22） （美国英语）.
35. 1 2  Mitovich, Matt Webb. . TVLine. 2020-07-06  [2020-07-06]. （原始内容存档于2020-07-06） （美国英语）.
36. ↑  Mitovich, Matt Webb. . TVLine. 2021-07-07  [2021-07-08]. （原始内容存档于2021-07-08） （美国英语）.
37. 1 2  White, Peter. . Deadline Hollywood. 2021-05-03  [2021-05-03]. （原始内容存档于2021-05-03） （美国英语）.
38. ↑  Burlingame, Russ. . Comicbook.com. 2018-11-02  [2018-12-17]. （原始内容存档于2018-11-02） （美国英语）.
39. 1 2  Petski, Denise. . Deadline Hollywood. 2018-11-29  [2018-12-17]. （原始内容存档于2018-11-30） （美国英语）.
40. ↑  Turchiano, Danielle. . 2018-12-12  [2018-12-17]. （原始内容存档于2018-12-15） （美国英语）.
41. ↑  Polito, Thomas. . 2018-12-13  [2018-12-17]. （原始内容存档于2018-12-17） （美国英语）.
42. ↑  Polito, Thomas. . 2018-12-13  [2018-12-17]. （原始内容存档于2018-12-17） （美国英语）.
43. ↑  Agard, Chancellor. . 2018-12-17  [2018-12-19]. （原始内容存档于2018-12-18） （美国英语）.
44. ↑  Boucher, Geoff. . Deadline Hollywood. 2018-12-20  [2019-01-13]. （原始内容存档于2018-12-21） （美国英语）.
45. ↑  Beedle, Tim. . DC漫畫. 2019-01-07  [2019-01-09]. （原始内容存档于2019-01-09） （美国英语）.
46. ↑  Boucher, Geoff. . deadline. 2019-02-04  [2019-03-28]. （原始内容存档于2019-11-02） （美国英语）.
47. ↑  Petski, Denise. . deadline. 2019-02-21  [2019-03-28]. （原始内容存档于2019-02-22） （美国英语）.
48. ↑  Boucher, Geoff. . deadline. 2019-02-22  [2019-03-28]. （原始内容存档于2019-11-08） （美国英语）.
49. ↑  . The CW Press.   [2020-04-25]. （原始内容存档于2020-04-25） （美国英语）.
50. ↑  Petski, Denise. . Deadline Hollywood. 2019-04-17  [2019-04-17]. （原始内容存档于2019-04-17） （美国英语）.
51. ↑  Behbakht, Andy. . Screen Rant. 2020-03-20  [2020-05-22]. （原始内容存档于2020-03-22） （美国英语）.
52. ↑  Petski, Denise. . Deadline Hollywood. 2020-10-26  [2020-10-26]. （原始内容存档于2020-10-26） （美国英语）.
53. ↑  Schmidt, Jk. . Comicbook.com. 2020-11-05  [2020-11-06]. （原始内容存档于2020-11-24） （美国英语）.
54. ↑  Zalben, Alex. . Decider. 2020-11-19  [2020-11-20]. （原始内容存档于2020-12-08） （美国英语）.
55. ↑  Bucksbaum, Sydney. . Entertainment Weekly. 2021-02-18  [2021-02-18]. （原始内容存档于2021-03-06） （美国英语）.
56. ↑  Del Rosario, Alexandra. . Deadline Hollywood. 2021-08-27  [2021-08-27]. （原始内容存档于2021-08-27） （美国英语）.
57. ↑  Choe, Brandon. . Deadline Hollywood. 2021-10-03  [2021-10-04]. （原始内容存档于2021-11-03） （美国英语）.
58. ↑  Williams, Caleb. . Geeks Worldwide. 2018-08-31  [2019-01-13]. （原始内容存档于2019-03-28） （美国英语）.
59. 1 2  Walljasper, Matt. . Atlanta. 2018-03-29  [2019-04-01]. （原始内容存档于2019-04-01） （美国英语）.
60. ↑  Stuart, Cameron. . backstage. 2018-03-28  [2019-04-01]. （原始内容存档于2019-04-01） （美国英语）.
61. ↑  Burlingame, Russ. . ComicBook. 2019-01-10  [2019-01-11]. （原始内容存档于2019-07-09） （美国英语）.
62. ↑  . Scott Peck.   [2020-04-25]. （原始内容存档于2020-04-25） （美国英语）.
63. ↑  Walljaspter, Matt. . Atlanta. 2019-04-30  [2020-04-03]. （原始内容存档于2019-04-30） （美国英语）.
64. ↑  Walljaspter, Matt. . Atlanta. 2019-06-27  [2020-04-03]. （原始内容存档于2019-06-28） （美国英语）.
65. ↑  Walljaspter, Matt. . Atlanta. 2019-08-29  [2020-04-03]. （原始内容存档于2020-01-22） （美国英语）.
66. 1 2 3 4  Agard, Chancellor. . Entertainment Weekly. 2020-05-13  [2020-05-13]. （原始内容存档于2020-05-14） （美国英语）.
67. ↑  Mitovitch, Matt Webb. . TVLine. 2020-07-26  [2020-07-30]. （原始内容存档于2020-07-29） （美国英语）.
68. ↑  Andreeva, Nellie. . Deadline Hollywood. 2020-09-23  [2020-09-26]. （原始内容存档于2020-09-25） （美国英语）.
69. ↑  Drum, Nicole. . Comicbook.com. 2020-10-29  [2020-10-29]. （原始内容存档于2022-02-16） （美国英语）.
70. ↑  Stone, Sam. . Comic Book Resources. 2020-02-04  [2020-05-20]. （原始内容存档于2020-02-05） （美国英语）.
71. 1 2  Radish, Christina. . Collider. 2020-05-19  [2020-05-22]. （原始内容存档于2020-05-22） （美国英语）.
72. ↑  . Film Music Reporter. 2019-06-25  [2020-04-03]. （原始内容存档于2019-09-20） （美国英语）.
73. ↑  .   [2020-08-27]. （原始内容存档于2020-09-02） （美国英语）.
74. ↑  .   [2021-11-14]. （原始内容存档于2021-11-14） （美国英语）.
75. ↑  Behbakht, Andy. . Screenrant. 2019-12-07  [2019-12-11]. （原始内容存档于2019-12-08） （美国英语）.
76. 1 2  Anderson, Jenna. . comicbook.com. 2019-12-10  [2019-12-11]. （原始内容存档于2019-12-11） （美国英语）.
77. ↑  Swift, Andy. . TVLine. 2020-08-03  [2020-08-05]. （原始内容存档于2020-08-05） （美国英语）.
78. ↑  Ridgely, Charlie. . Comicbook.com. 2018-10-04  [2018-12-17]. （原始内容存档于2018-10-13） （美国英语）.
79. ↑  Webb Mitovich, Matt. . TVLine. 2019-03-29  [2019-03-30]. （原始内容存档于2019-03-30） （美国英语）.
80. ↑  Otterson, Joe. . Variety. 2020-03-04  [2020-03-04]. （原始内容存档于2020-03-05） （美国英语）.
81. ↑  Petski, Denise. . Deadline Hollywood. 2020-03-04  [2020-03-04]. （原始内容存档于2020-03-04） （美国英语）.
82. ↑  . DCComics.com. 2020-03-31  [2020-04-25]. （原始内容存档于2020-04-25） （美国英语）.
83. ↑  Mitovitch, Matt Webb. . TVLine. 2020-05-17  [2020-05-17]. （原始内容存档于2020-05-17） （美国英语）.
84. ↑  Zalban, Alex. . Decider. 2020-05-19  [2020-05-23]. （原始内容存档于2020-05-23） （美国英语）.
85. ↑  Hasan, Sumaita. . Screen Rant. 2020-05-20  [2020-05-23]. （原始内容存档于2020-05-23） （美国英语）.
86. ↑  Anderson, Jenna. . Comicbook.com. 2020-11-26  [2020-12-15]. （原始内容存档于2020-12-05） （美国英语）.
87. ↑  Pedersen, Erik. . Deadline Hollywood. 2021-04-29  [2021-04-29]. （原始内容存档于2021-04-29） （美国英语）.
88. ↑  .   [2020-08-10]. （原始内容存档于2020-09-02） –Amazon （美国英语）.
89. ↑  .   [2021-03-04]. （原始内容存档于2021-03-04） –Amazon （英国英语）.
90. ↑  .   [2021-03-04]. （原始内容存档于2021-03-04） –JB Hi-Fi （澳大利亚英语）.
91. ↑  .   [2020-08-10]. （原始内容存档于2020-09-02） –Amazon （美国英语）.
92. ↑  .   [2021-03-04]. （原始内容存档于2020-11-20） –Amazon （英国英语）.
93. ↑  .   [2022-04-25]. （原始内容存档于2022-04-25） –Amazon （美国英语）.
94. ↑  .   [2022-04-25]. （原始内容存档于2022-04-25） –Amazon （英国英语）.
95. ↑  .   [2022-04-25]. （原始内容存档于2022-04-25） –JB Hi-Fi （澳大利亚英语）.
96. ↑  .   [2022-04-25]. （原始内容存档于2022-03-24） –Amazon （美国英语）.
97. ↑  .   [2022-04-25]. （原始内容存档于2022-04-25） –Amazon （英国英语）.
98. ↑  . Rotten Tomatoes. Fandango Media.   [2021-08-11] （美国英语）.
99. 1 2  . Metacritic. Red Ventures.   [2021-08-11] （美国英语）.
100. ↑  各季收視：
  - 第一季：. TV Series Finale. 2020-08-12  [2020-10-20]. （原始内容存档于2020-10-27） （美国英语）.
  - 第一季：. TV Series Finale. 2020-08-12  [2020-10-20]. （原始内容存档于2022-04-25） （美国英语）.
101. ↑  Clark, Travis. . Business Insider. 2019-11-21  [2019-11-21]. （原始内容存档于2019-11-22） （美国英语）.
102. ↑  Orquiola, John. . Screen Rant. 2020-01-16  [2020-01-16]. （原始内容存档于2020-01-16） （美国英语）.
103. ↑  Morrison, Matt. . Screen Rant. 2020-01-17  [2020-04-02]. （原始内容存档于2020-02-26） （美国英语）.
104. ↑  Bucksbaum, Sydney. . The Hollywood Reporter. 2016-07-23  [2020-04-03]. （原始内容存档于2016-09-18） （美国英语）.
105. ↑  Schedeen, Jesse. . IGN. 2020-03-31  [2020-04-02]. （原始内容存档于2020-04-02） （美国英语）.

## 外部連結
- DC Universe官方網站
- CW官方網站
- 互联网电影数据库（IMDb）上《逐星女》的资料（英文）
- 豆瓣电影上《逐星女》的資料 （简体中文）
- 爛番茄上《逐星女》的資料（英文）